# Вурис, Георгиос
Георгиос Вурис (греч.  Γεώργιος Βούρης, 1802 Вена — 2 января 1860 Вена) — греческий астроном и академик XIX века.

## Биография

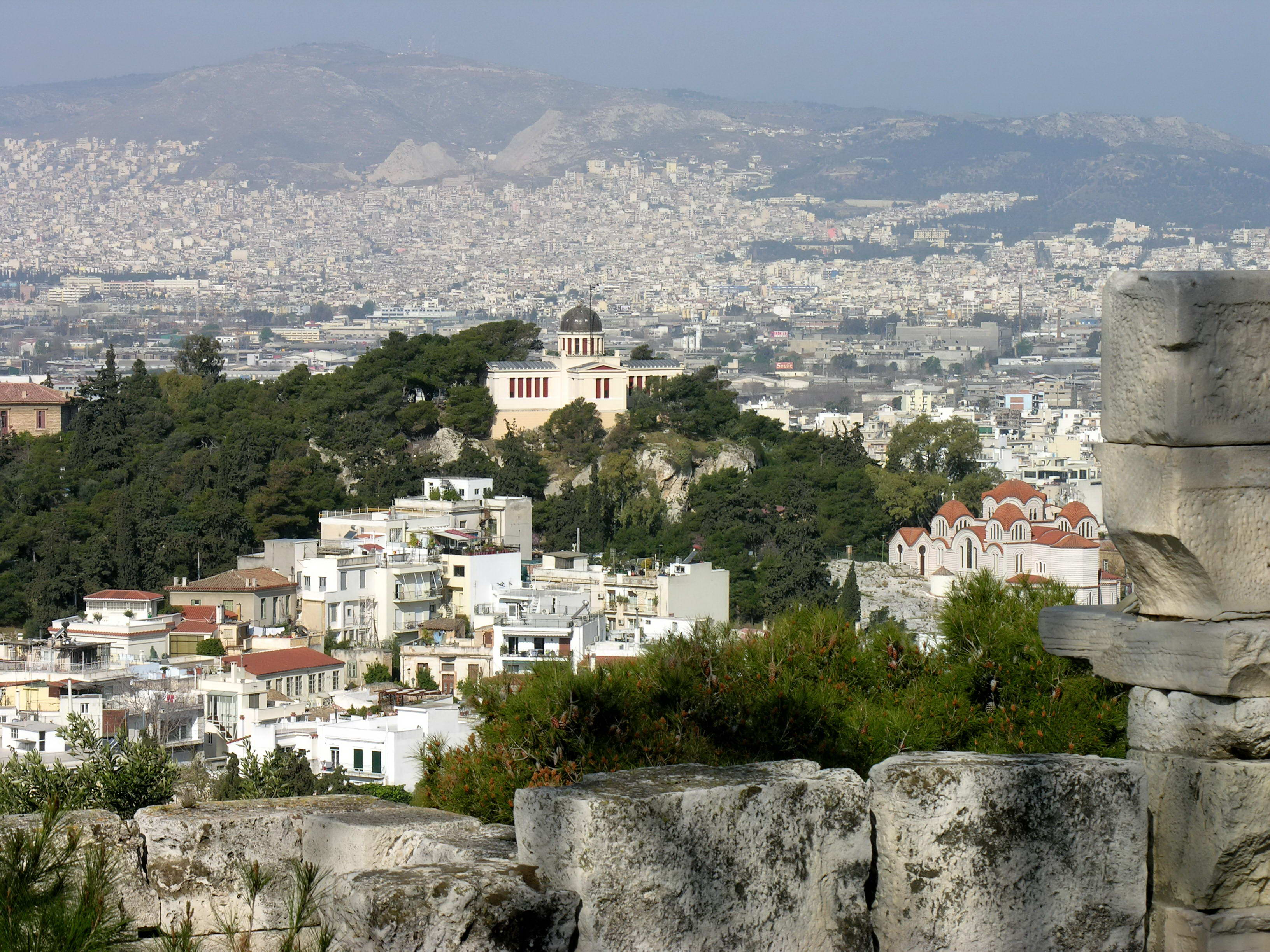
Афинская обсерватория (вид с Акрополя)

Вурис родился в 1802 году в Вене, в греческой семье родом из Македонии и Эпира.
Первоначально учился в Венском университете философии и юриспруденции, но вскоре «обратился к своей страсти», каковой для него была математика и астрономия.
Хотя он и учился под руководством профессора математики Андреаса фон Эттингсгаузена и директора императорской Венской обсерватории Йозефа Литрова, Вурис в значительной степени был самоучкой.
Он стал директором Греческой школы Вены и в тот же период (1834) представил в Венскую обсерваторию свою работу о расчёте орбиты кометы Биелы.
Тем временем, только что (1829) воссозданное греческое государство, несмотря на разрушения понесённые в ходе Освободительной войны (1821—1829) и свои скудные финансы, пыталось наверстать упущенное по причине османской оккупации время в науке и образовании.
Для этой цели был привлечён как научный потенциал находившийся на территории маленького Греческого королевства, так и потенциал Ионических островов, счастливо избежавших османской оккупации и принявших участие в западно-европейском Возрождении, а также потенциал греческой диаспоры.
После создания Афинского университета Вурис был приглашён в Грецию и назначен 14 апреля 1837 года профессором математики и математической физики.
В 1844 году Афинский университет возложил на него преподавание астрономии.
Вурис первым предложил создание обсерватории в Афинах.
Он приложил много усилий для осуществления этой своей идеи и обеспечения необходимого финансирования греческим меценатом и австрийским банкиром бароном Георгием Сина, который одновременно был и консулом Греции в Вене.
Было решено построить обсерваторию возле холма Пника, где в древности Метон Афинский установил гелиотроп («ηλιοτρόπιόν» — гномон для наблюдения солнцестояний).
Под руководством Вуриса был заложен первый камень Афинской национальной обсерватории. На церемонии присутствовали представители «Высокого общества» Афин, включая ветеранов военачальников Освободительной войны, во главе с Теодором Кокотронисом. По завершении строительства, Вурис стал первым директором Обсерватории.
Греческое королевство не располагало финансами не только для строительства Обсерватории, но и для её оборудования и функционирования и оплаты научного персонала. Все расходы взял на себя барон Георгиос Синас, а затем его сын.
Вурис заказал, на деньги Синаса, в Австрии начальное астрономическое оборудование Обсерватории, которое включало в себя:
- 6.2" (158mm, f/15) линзовый телескоп Ploessl
- 3.7" телескоп Starke-Fraunhofer
- 5 маленьких телескопов для наблюдения комет
- Хронометры местного и звёздного времени
- Полные наборы метеорологических инструментов

Впервые, через много веков, греческий астроном получил возможность осуществлять астрономические наблюдения, на основе которых мог писать научные работы. Вурис опубликовал множество работ в немецком журнале «Новости Астрономии» (Astronomische Nachrichten), но большая часть его работ, как то каталог позиций около 1000 звёзд, осталась неизданной. Вурис определил географические координаты своей Обсерватории, которые стали отправной точкой для картографии Греции.
Он также вёл метеорологические наблюдения.
Вурис оставался на посту директора Обсерватории с 1846 по 1855 год. По причине возникших проблем со здоровьем, Вурис ушёл с поста директора Обсерватории в 1855 году, и его место временно занял профессор математики Иоаннис Пападакис,
Вурис вернулся в Вену, где и умер 2 января 1860 года.

## Работы
- Астрономические и метеорологические наблюдения, опубликованные в немецком журнале Новости Астрономии («Astronomische Nachrichten») и греческом Афина («Αθηνά»).
- «Elliptische Bahnberechnung des Biela’schen Cometen mit Berücksichtigung sämmtlicher Bahn-Elemente und unmittelbarer Benützung der beobachteten Rectascensionen und Declinationen, aus sechs und neunzig Beobachtungen des Jahres 1832», 1834, Annalen der K.K. Sternwarte in Wien, vol. 14, pp.xxxvii-liv
- «Nachrichten von der Sternwarte Athen’s nebst Beobachtungen der Irene an derselben», 1851, Astronomische Nachrichten, volume 33, Issue 13, p. 193
- Математическая серия в пяти томах (πεντάτομο, πλήρες σύστημα Μαθηματικών υπό τον τίτλο «Σειρά Μαθηματικών»).
- Остались неизданными его работы «О позиции Обсерватории Афин» («περί της θέσεως του Αστεροσκοπείου Αθηνών») и «О конечном определении звёзд Греции» («Περί του εντελούς προσδιορισμού των αστέρων, οίτινες ιδιάζουσιν εις την Ελλάδα».